# Wandelroute Kom-Emine-weg

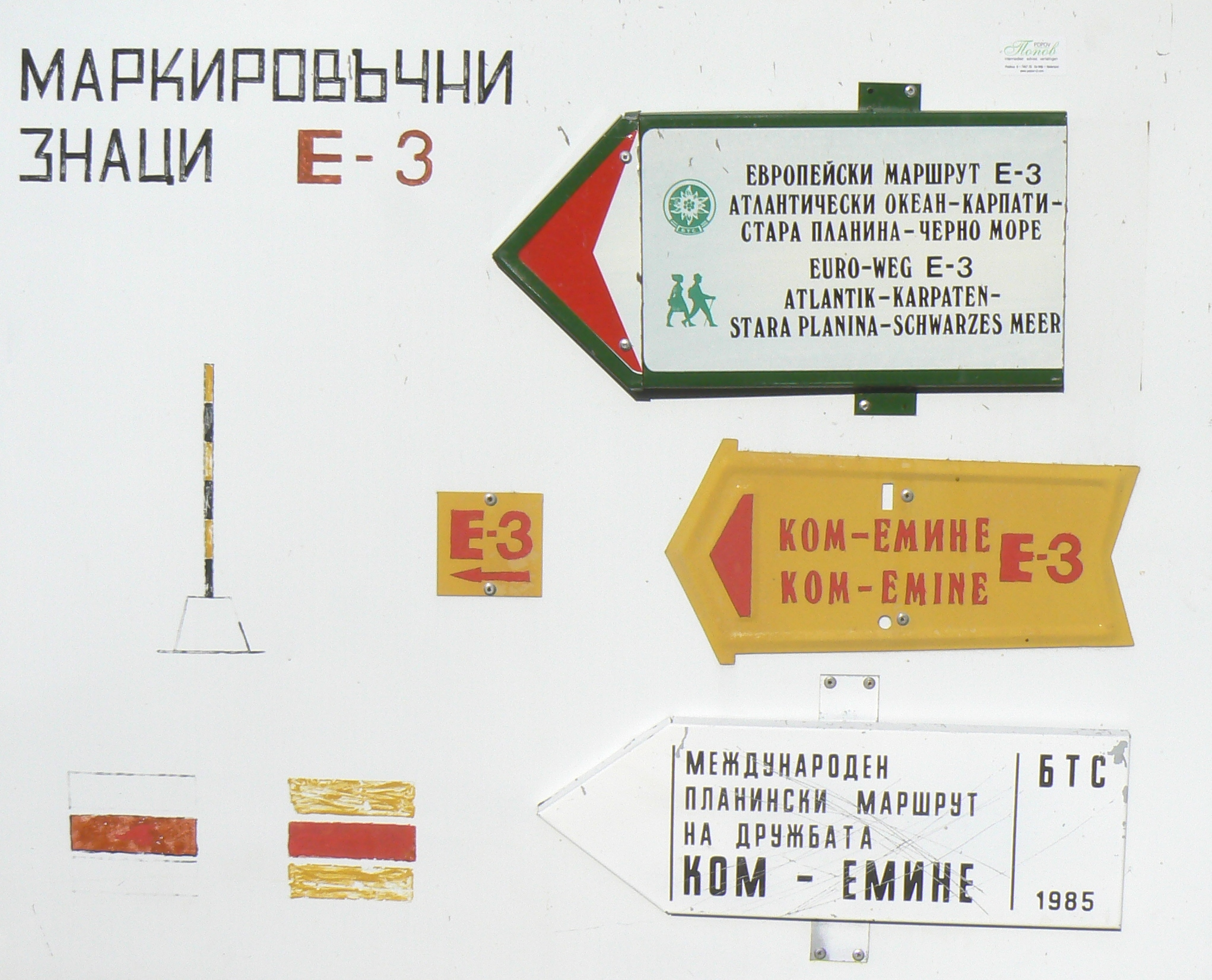

De Kom-Emine-weg of KE-weg is een langeafstandswandelpad dat Bulgarije van west naar oost doorkruist. De route begint op de berg Kom vlak bij de Servische grens, en eindigt op Kaap Emine aan de Zwarte Zee. De route is circa 600 kilometer lang.
De eerste helft heeft een alpien karakter en bereikt regelmatig hoogten van 2000 meter en meer. De tweede helft is meer een wandeling door heuvels en loofbossen, hoewel de gemiddelde hoogte aanvankelijk nog zo'n 1000 meter bedraagt. Ongeveer halverwege passeert de Kom-Emine-weg de Sjipkapas, die een belangrijke rol heeft gespeeld in de bevrijdingsstrijd van de Bulgaren tegen de Turken. In 1877-1878 vond hier de beslissende veldslag plaats. De Sjipkapas is tevens de scheidslijn tussen het alpiene gedeelte van de route en het meer heuvelachtige deel. De route is een deel van Europese wandelroute E3.
De route is goed met markeringen aangegeven en ook duidelijk aangegeven op OpenStreetMap, zodat de route gemakkelijk met op Openstreetmap gebaseerde navigatie-apps te volgen is. Aanvullende informatie in het Engels is te vinden op de Kom-Emine website Omdat de route nauwelijks dorpen en steden aandoet, maar steeds in de buurt van de bergkam blijft, moet men voor boodschappen vrijwel altijd afdalen en terugklimmen. Er zijn talrijke hutten en een enkel "forester's lodge" (Duits: Waldhaus, Bulgaars: gorski dom, een soort boswachterskantoor met gastenverblijf) waar men kan eten en overnachten, maar in de minder populaire delen en buiten het zomerseizoen zijn die niet allemaal permanent bemand. Om niet voor een gesloten deur te komen staan is het beter tevoren te reserveren bij de beherende instanties.

## Geschiedenis
De route is al tientallen jaren oud en werd oorspronkelijk opgezet om de vriendschap tussen de communistische broedervolkeren te bevorderen; vandaar ook de oude naam Bergwandelweg der Vriendschap Kom-Emine. Destijds was de route gedacht als verlengstuk van de reeds bestaande EB-weg, een route van Eisenach in de DDR naar Boedapest met een grote omweg via de Karpaten in het Oosten van Polen en Slowakije. De actieve Bulgaarse dienst voor het toerisme bracht zelfs een boekwerk uit waarin de beide routes samen werden beschreven.
In de jaren 90 van de 20e eeuw viel de behoefte aan een specifiek communistische vriendschapsroute weg en werden de EB-weg en de KE-weg in het net van Europese wandelroutes opgenomen; overwegend in de E3 (het Hongaarse deel van de EB-weg vond een plaats in de E4). Dat neemt niet weg dat er nog steeds een grote lacune bestaat tussen de laatste Hongaarse kilometer van de E3 en de eerste op Bulgaars grondgebied. Een traject door Servië moet hier een gedeeltelijke oplossing gaan bieden.

## Route

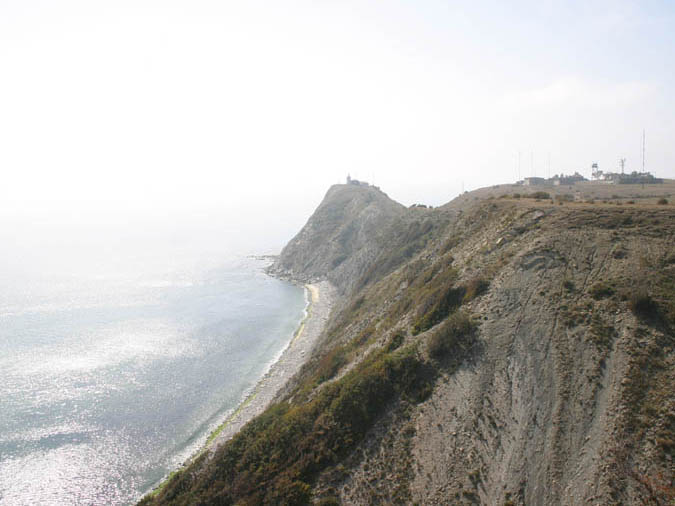
De steile klif van Nos Emine: verder loopt de Kom-Emine-weg niet.

De Kom-Emine-weg begint officieel op 2016 meter hoogte op de top van de berg Kom, maar wie zich daar niet per helikopter laat afzetten, zal met lopen moeten beginnen in de stad Berkovica op 400 m hoogte (of een stuk in omgekeerde richting lopen vanaf de Petrohan pas). Vanaf Berkovica is het 1600 hoogtemeters stijgen naar de top van de berg Kom. Het alpiene gedeelte van de route laat zich dan plannen aan de hand van de hutten en ander logies op de topografische kaarten. Tot de Sjipkapas heeft men ruim 90 uur nodig; de meeste wandelaars zullen dat willen verdelen over circa 15 dagen. Vanwege de goede busverbindingen is de pas ook een geschikte plek om de tocht te onderbreken.
Het tweede, lagere deel van de Kom-Emine-weg neemt ongeveer 80 uur in beslag en kan in circa 10 dagen worden afgelegd. Het officiële einde van de route is op Nos Emine (Nos is het Bulgaarse woord voor Kaap), even voorbij het dorp Emona. Hier kan men echter de bewoonde wereld niet bereiken; na de route afgerond te hebben, moet men 2 km terug naar Emona en dan naar het zuiden of naar het noorden afdalen.

## Weblinks
- (de)  www.outdoorseiten[dode link]
- (de)  globale routebeschrijving[dode link]
- (bg)  indeling van de route in dagetappes in ciryllisch schrift